# Teppich Kibek
Die Teppich Kibek GmbH ist ein deutscher Einzelhändler von Teppichen, Bodenbelägen, Haus- und Heimtextilien, Leuchten und Wohnaccessoires mit Sitz in Elmshorn.

## Niederlassungen

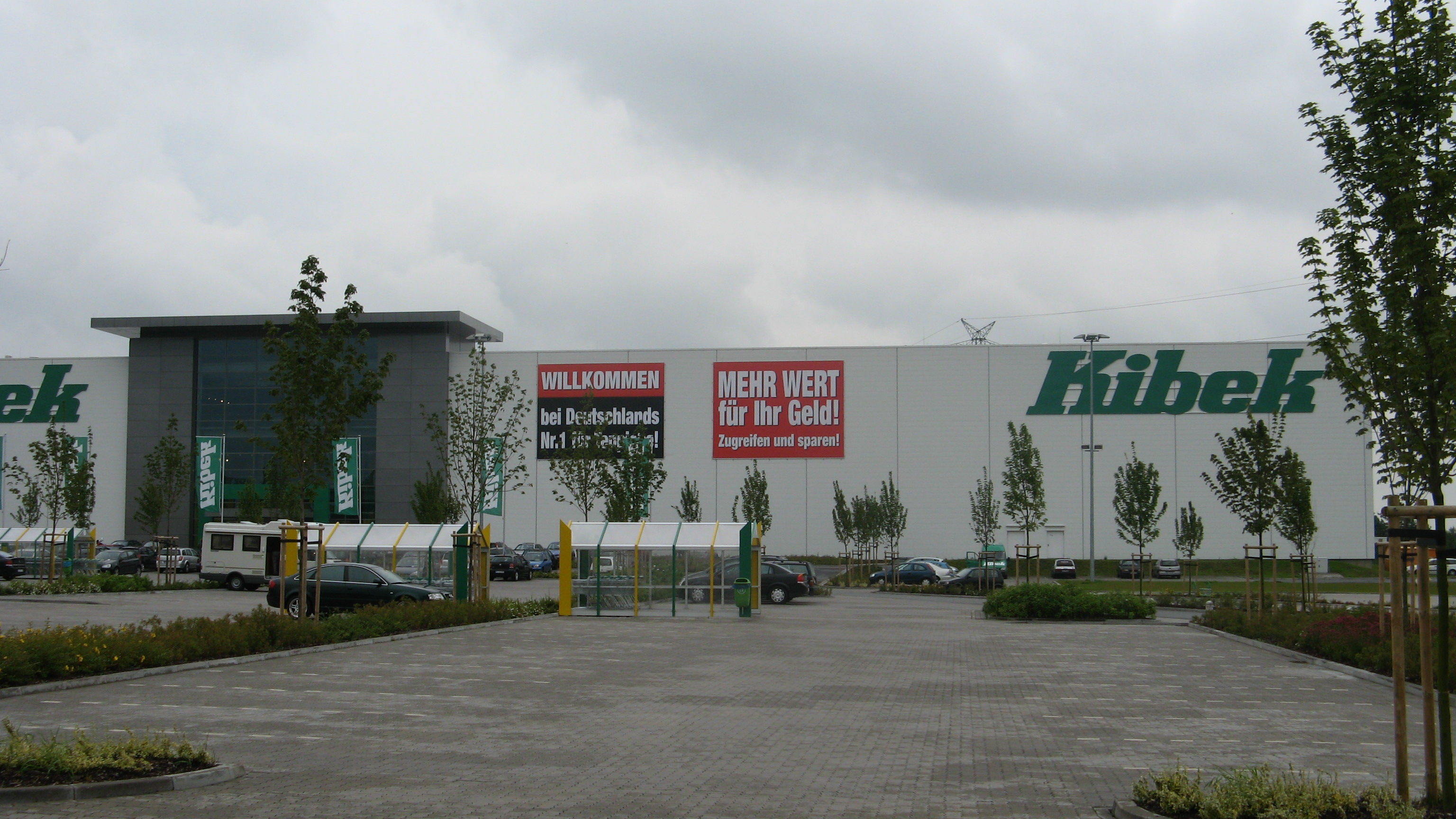
Neuer Hauptsitz direkt neben der A 23

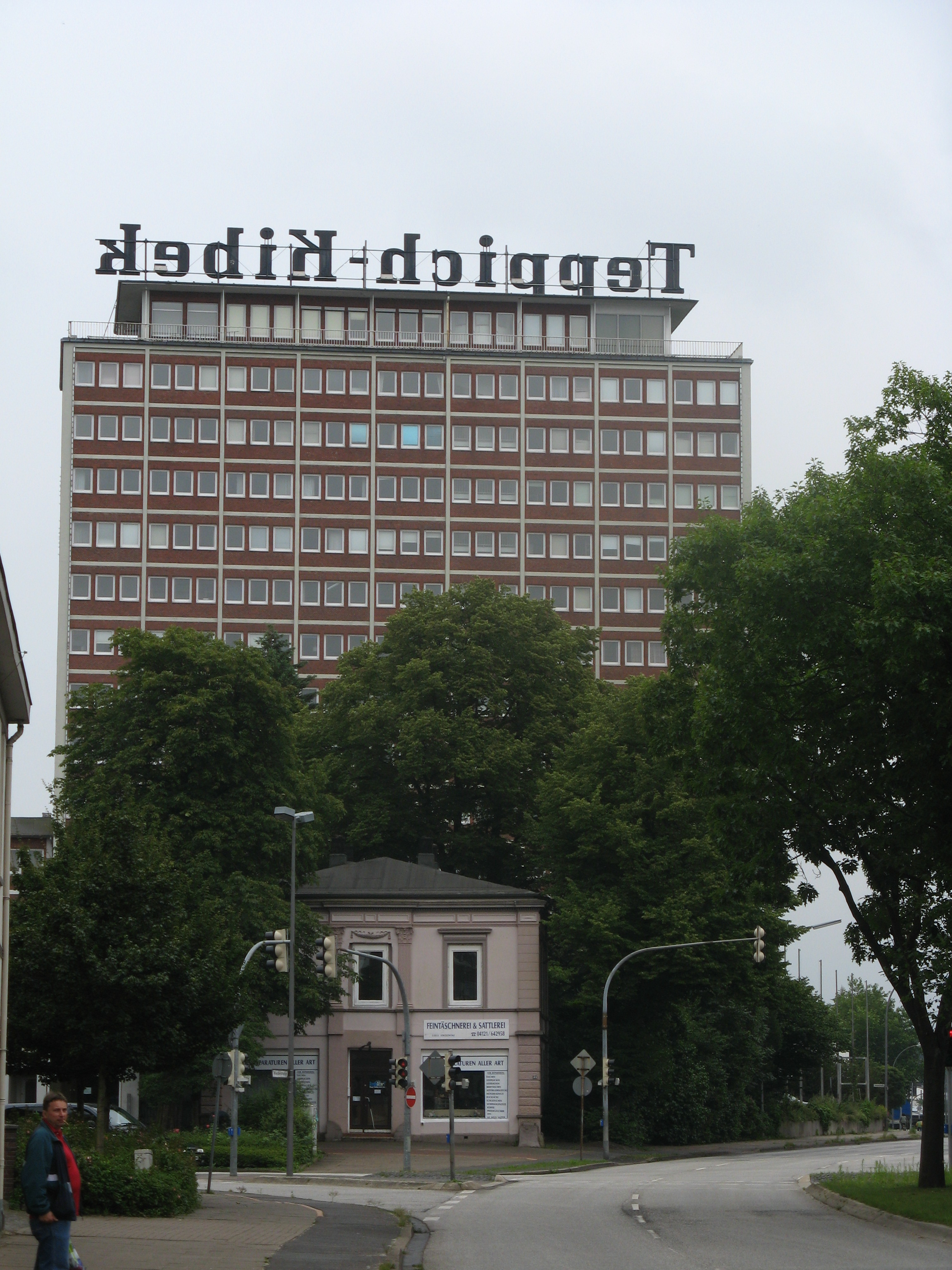
Ehemaliges Kibek-Hochhaus im Elmshorner Stadtgebiet

Kibek betreibt 16 Teppichhäuser in Deutschland und einen Onlineshop (Stand: Dezember 2023).
Der Firmensitz befindet sich in Elmshorn, wo zugleich auch die größte Kibek-Niederlassung liegt, die sich Das größte Teppichhaus der Welt nennt und mit diesem Slogan wirbt.

## Geschichte, Namensherkunft, Produktion
Kibek wurde 1947 von Walter Sachau gegründet. Er begann nach dem Ende des Zweiten Weltkrieges zunächst mit dem Handel und Verkauf von Kinderbekleidung. Aus den beiden Wortanfängen Ki und bek bildete Sachau das Akronym Kibek. Unter diesem Firmennamen breitete sich das Unternehmen in Deutschland trotz zunehmender Konkurrenz stetig aus. Da sich die Umsatzschwerpunkte zu Fußbodentextilien verschoben haben, kam das Wort Teppich zusätzlich in den Firmennamen. Die Geschäftsleitung wurde innerhalb der Familie stetig weitergereicht, im Jahr 2023 treten Lisa Sachau und Frank Sachau (vermutlich die Enkelgeneration) gemeinsam als Geschäftsführer auf.
Das gesamte Verkaufssortiment kommt sowohl aus Deutschland, aus weiteren Ländern der EU als auch aus Asien, beispielsweise aus Indien, und Nordafrika.
Die Teppiche tragen das Goodweave-Siegel, das für Erzeugnisse vergeben wird, die nicht von Kindern bearbeitet wurden. Dafür werden im Vorfeld mit allen Lieferanten Verträge abgeschlossen, nach denen diese sich verpflichten, Kinderarbeit (…) auszuschließen.